# سوفوس هنسن
سوفوس هنسن (دانمارکی: Sophus Hansen؛ ۱۶ نوامبر ۱۸۸۹ – ۱۹ فوریهٔ ۱۹۶۲) بازیکن فوتبال اهل دانمارک بود.
وی همچنین در تیم ملی فوتبال دانمارک بازی کرده‌است.